# Norgesmesterskapet G16
Il Norgesmesterskapet G16 o Norgesmesterskapet i fotball for gutter 16 år per esteso (letteralmente "campionato norvegese di calcio maschile per i ragazzi di 16 anni"), anche noto come Telenor Cup per ragioni di sponsorizzazione, è la coppa nazionale calcistica norvegese, riservata ai giovani fino ai 16 anni.
La squadra più titolata è il Rosenborg con 4 affermazioni. La formazione campione in carica è lo Stabæk.

## Albo d'oro
| Edizione | Vincitrice | Finalista      | Risultato    |
| -------- | ---------- | -------------- | ------------ |
| 2009     | Viking     | Vålerenga      | 2-0          |
| 2010     | Brann      | Stabæk         | 4-0          |
| 2011     | Rosenborg  | Mjølner        | 1-0          |
| 2012     | Vålerenga  | Vard Haugesund | 2-1          |
| 2013     | Rosenborg  | Stabæk         | 3-2 (d.t.s.) |
| 2014     | Rosenborg  | Mjøndalen      | 5-0          |
| 2015     | Lillestrøm | Brann          | 4-1          |
| 2016     | Rosenborg  | Start          | 2-0          |
| 2017     | Stabæk     | Viking         | 5-2          |